# Olympische Winterspiele 1984/Teilnehmer (Neuseeland)
| Gelbes Symbol für Goldmedaillen mit stilisierten Olympischen Ringen | Graues Symbol für Silbermedaillen mit stilisierten Olympischen Ringen | Braundes Symbol für Bronzemedaillen mit stilisierten Olympischen Ringen |
| ------------------------------------------------------------------- | --------------------------------------------------------------------- | ----------------------------------------------------------------------- |
| —                                                                   | —                                                                     | —                                                                       |

Neuseeland nahm an den Olympischen Winterspielen 1984 in Sarajevo mit sechs Sportlern teil. 

## Teilnehmer nach Sportarten

### Ski Alpin
Männer
- Markus Hubrich
Abfahrt: Platz 35
Riesenslalom: Platz 29
Slalom: Platz 14

- Bruce Grant
Abfahrt: Platz 31

- Simon Lyle Wi Rutene
Riesenslalom: Platz 36

- Matthias Hubrich
Slalom: Platz 17

Frauen
- Kate Rattray
Abfahrt: Platz 29
Riesenslalom: DNF

- Christine Grant
Abfahrt: Platz 26